# Списак српских освајача медаља на Параолимпијским играма
Списак српских освајача медаља на Параолимпијским играма:
| Медаља | Спортиста                                    | Игре                         | Спорт       | Дисциплина                            |
| ------ | -------------------------------------------- | ---------------------------- | ----------- | ------------------------------------- |
|        | Светислав Димитријевић                       | 1980. Арнхем                 | Стони тенис | Појединачно - Класа Е М               |
|        | Светислав Димитријевић                       | 1980. Арнхем                 | Стони тенис | Екипно - Класа Е М                    |
| 3      | Мирослав Јанчић                              | 1980. Арнхем                 | Атлетика    | 5000м ходање B М                      |
| 3      | Савета Бајин                                 | 1980. Арнхем                 | ?           | ?                                     |
|        | Жељко Дерета                                 | / 1984. Њујорк/Сток-Мандевил | Атлетика    | Бацање чуња C2 М                      |
|        | Мирослав Јанчић                              | / 1984. Њујорк/Сток-Мандевил | Атлетика    | Пентатлон B1 М                        |
|        | Золтан Молдваи Радомир Ракоњац               | / 1984. Њујорк/Сток-Мандевил | Пливање     | Штафета 4х50м слободно A1–A9 М        |
|        | Симо Кецман                                  | / 1984. Њујорк/Сток-Мандевил | Стрељаштво  | Ваздушни пиштољ М                     |
| 2      | Слободан Аџић                                | / 1984. Њујорк/Сток-Мандевил | Атлетика    | 1500м A5 М                            |
| 2      | Слободан Аџић                                | / 1984. Њујорк/Сток-Мандевил | Атлетика    | 5000м A5 М                            |
| 2      | Мирослав Јанчић                              | / 1984. Њујорк/Сток-Мандевил | Атлетика    | Бацање копља B1 М                     |
| 2      | Жељко Дерета                                 | / 1984. Њујорк/Сток-Мандевил | Атлетика    | Бацање кугле C2 М                     |
| 2      | Светислав Димитријевић                       | / 1984. Њујорк/Сток-Мандевил | Стони тенис | Екипно - Класа L5 М                   |
| 3      | Слободан Аџић                                | / 1984. Њујорк/Сток-Мандевил | Атлетика    | 400м A5 М                             |
| 3      | Драган Сремчевић                             | / 1984. Њујорк/Сток-Мандевил | Голбал      | Турнир М                              |
| 3      | Илија Ђурашиновић                            | / 1984. Њујорк/Сток-Мандевил | Стони тенис | Појединачно - Класа L2 М              |
| 3      | Зоран Гајић                                  | / 1984. Њујорк/Сток-Мандевил | Стони тенис | Појединачно - Класа L4 М              |
| 3      | Зоран Гајић                                  | / 1984. Њујорк/Сток-Мандевил | Стони тенис | Појединачно - Класа Open CL М         |
|        | Нада Вуксановић                              | 1988. Сеул                   | Атлетика    | Бацање диска - B2 Ж                   |
|        | Нада Вуксановић                              | 1988. Сеул                   | Атлетика    | Бацање кугле - B2 Ж                   |
|        | Мирослав Јанчић Адам Каблар Драган Сремчевић | 1988. Сеул                   | Голбал      | Турнир М                              |
| 2      | Ружица Алексов                               | 1988. Сеул                   | Стрељаштво  | Ваздушни пиштољ стојећи став LSH2 Ж   |
| 2      | Светислав Димитријевић                       | 1988. Сеул                   | Стони тенис | Појединачно - Класа TT7 М             |
| 3      | Слободан Аџић                                | 1988. Сеул                   | Атлетика    | 400м A5/A7 М                          |
| 3      | Слободан Аџић                                | 1988. Сеул                   | Атлетика    | 5000м A6/A8–9/L4 М                    |
| 3      | Жељко Дерета                                 | 1988. Сеул                   | Атлетика    | Бацање диска C3 М                     |
| 3      | Милорад Николић                              | 1988. Сеул                   | Атлетика    | Бацање копља C1 М                     |
|        | Нада Вуксановић                              | 1992. Барселона              | Атлетика    | Бацање диска - B2 Ж                   |
|        | Ненад Кришановић                             | 1992. Барселона              | Пливање     | 50м прсно SB2 М                       |
|        | Ружица Алексов                               | 1992. Барселона              | Стрељаштво  | Ваздушни пиштољ SH1–3 Ж               |
| 2      | Нада Вуксановић                              | 1992. Барселона              | Атлетика    | Бацање кугле - B2 Ж                   |
| 2      | Ненад Кришановић                             | 1992. Барселона              | Пливање     | 50м делфин S3–4 М                     |
| 2      | Радомир Ракоњац                              | 1992. Барселона              | Стрељаштво  | Ваздушни пиштољ SH1 М                 |
| 3      | Златко Кеслер                                | 1992. Барселона              | Стони тенис | Појединачно - Класа 3 М               |
|        | Златко Кеслер                                | 1996. Атланта                | Стони тенис | Појединачно - Класа 3 М               |
|        | Ружица Алексов                               | 1996. Атланта                | Стрељаштво  | Ваздушни пиштољ SH1 Ж                 |
| 2      | Ненад Кришановић                             | 1996. Атланта                | Пливање     | 50м прсно SB2 М                       |
| 2      | Ружица Алексов                               | 1996. Атланта                | Стрељаштво  | Слободни пиштољ .22 SH1 Мешовито      |
| 2      | Златко Кеслер                                | 2000. Сиднеј                 | Стони тенис | Појединачно - Класа 3 М               |
| 3      | Милош Грлица                                 | 2004. Атина                  | Атлетика    | Бацање копља - F12 М                  |
| 3      | Златко Кеслер                                | 2004. Атина                  | Стони тенис | Појединачно - Класа 3 М               |
| 2      | Драженко Митровић                            | 2008. Пекинг                 | Атлетика    | Бацање диска - F53/54 М               |
| 2      | Борислава Перић                              | 2008. Пекинг                 | Стони тенис | Појединачно - Класа 4 Ж               |
|        | Жељко Димитријевић                           | 2012. Лондон                 | Атлетика    | Бацање чуња F31-32/51 М               |
|        | Тања Драгић                                  | 2012. Лондон                 | Атлетика    | Бацање копља - F12/13 М               |
| 2      | Драженко Митровић                            | 2012. Лондон                 | Атлетика    | Бацање диска F54-56 М                 |
| 2      | Златко Кеслер                                | 2012. Лондон                 | Стони тенис | Појединачно - Класа 3 М               |
| 2      | Борислава Перић Ранковић                     | 2012. Лондон                 | Стони тенис | Појединачно - Класа 4 Ж               |
|        | Жељко Димитријевић                           | 2016. Рио де Жанеиро         | Атлетика    | Бацање чуња - F51 М                   |
|        | Борислава Перић Ранковић                     | 2016. Рио де Жанеиро         | Стони тенис | Појединачно - Класа 4 Ж               |
|        | Ласло Шурањи                                 | 2016. Рио де Жанеиро         | Стрељаштво  | 50м МК пушка тростав SH1 М            |
| 2      | Милош Митић                                  | 2016. Рио де Жанеиро         | Атлетика    | Бацање чуња - F51 М                   |
| 2      | Нада Матић Борислава Перић Ранковић          | 2016. Рио де Жанеиро         | Стони тенис | Екипно – Класе 4–5 Ж                  |
| 3      | Немања Димитријевић                          | 2016. Рио де Жанеиро         | Атлетика    | Бацање копља - F12/13 М               |
| 3      | Митар Паликућа                               | 2016. Рио де Жанеиро         | Стони тенис | Појединачно - Класа 5                 |
| 3      | Нада Матић                                   | 2016. Рио де Жанеиро         | Стони тенис | Појединачно - Класа 4 Ж               |
| 3      | Ласло Шурањи                                 | 2016. Рио де Жанеиро         | Стрељаштво  | 50м МК пушка лежећи став SH1 Мешовито |
|        | Драган Ристић                                | 2020. Токио                  | Стрељаштво  | Ваздушна пушка 10 м                   |
|        | Драган Ристић                                | 2020. Токио                  | Стрељаштво  | Ваздушна пушка 50 м                   |
| 2      | Жељко Димитријевић                           | 2020. Токио                  | Атлетика    | Бацање чуња 35,29 (Ф51) М             |
| 2      | Ласло Шурањи                                 | 2020. Токио                  | Стрељаштво  | 50м МК пушка тростав SH1 М            |
| 2      | Здравко Савановић                            | 2020. Токио                  | Стрељаштво  | Мешовита пушка од 50 м лежећи         |
| 3      | Нада Матић Борислава Перић Ранковић          | 2020. Токио                  | Стони тенис | Екипно – Класе 4–5 Ж                  |
|        | Драган Ристић                                | 2024. Париз                  | Стрељаштво  | Ваздушна пушка 50 м                   |
| 2      | Нада Матић Борислава Перић Ранковић          | 2024. Париз                  | Стони тенис | Екипно – Класе 4–5 Ж                  |
| 2      | Небојша Ђурић                                | 2024. Париз                  | Атлетика    | Бацање кугле Ф55                      |
| 2      | Борислава Перић Ранковић                     | 2024. Париз                  | Стони тенис | Појединачно - Класа 4 Ж               |
| 3      | Митар Паликућа                               | 2024. Париз                  | Стони тенис | Појединачно - Класа 5                 |
| 3      | Жељко Димитријевић                           | 2024. Париз                  | Атлетика    | Бацање чуња - F51 М                   |

## Параолимпијци освајачи медаља српског порекла
- Љиљана Љубишић
- Сандра Паовић
- Веселка Вукојевић Певец